# Труэба, Фернандо
Ферна́ндо Родри́гес Труэ́ба (исп. Fernando Rodriguez Trueba; род. 18 января 1955, Мадрид, Испания) — испанский кинорежиссёр, сценарист, продюсер, актёр.

## Биография
Фернандо Труэба, окончив факультет общественных наук, работал критиком в ряде периодических изданий, в частности, в «El País» и других. Позже основал собственный журнал «Casablanca». Параллельно снимал короткометражные ленты, пока в 1980 году не дебютировал на большом экране лентой «Ópera prima», тепло встреченной критикой. Уже в этой картине заметны характерные для его стиля смешение тяжёлых, порой страшных внешних обстоятельств и тёплого, даже сардонического юмора. С начала карьеры работал с продюсером Андресом Висенте Гомесом, спустя время стал сотрудничать со своим младшим братом Давидом, но и сам часто выступает продюсером, а также сценаристом и актёром в своих фильмах.
Известен своим нетривиальным высказыванием на церемонии вручения «Оскара» за лучший иностранный фильм года в 1994 году: «Если бы я верил в Бога, то поблагодарил бы Его. Но я верю лишь в Билли Уайлдера, и потому выражаю ему свою признательность».
В сентябре 2012 года на 60-м юбилейном кинофестивале в Сан-Себастьяне Фернандо Труэба был награждён «Серебряной раковиной лучшему режиссёру» за фильм «Художник и его модель». Автор книги «Мой кинословарь».

## Избранная фильмография

### Режиссёр
- 1980 — Опера Прима / Ópera prima
- 1985 — Ни стыда, ни совести / Sé infiel y no mires con quién
- 1986 — Год пробуждения / El año de las luces
- 1989 — Сон безумной обезьяны / El sueño del mono loco
- 1992 — Изящная эпоха / Belle Epoque
- 1995 — Двое — это слишком / Two Much
- 1995 — Люмьер и компания / Lumière et compagnie
- 1998 — Девушка твоей мечты / La niña de tus ojos
- 2000 — Калье 54 / Calle 54
- 2002 — Чары Шанхая / El embrujo de Shanghai
- 2004 — Чудо Кандеаля / El milagro de Candeal
- 2009 — Танцовщица и вор / El baile de la Victoria
- 2010 — Чико и Рита (анимационный, совместно с Хавьером Марискалем) / Chico & Rita
- 2012 — Художник и его модель / El artista y la modelo
- 2016 — Испанская королева / La reina de España
- 2020 — Грядущая забывчивость / El Olvido que Seremos

### Сценарист
- 1980 — Эротические сказки / Cuentos eróticos
- 1980 — Опера Прима / Ópera prima
- 1980 — Чёрная рука / La mano negra
- 1985 — Ни стыда, ни совести / Sé infiel y no mires con quién
- 1986 — Год пробуждения / El año de las luces
- 1988 — Мисс Карибы / Miss Caribe
- 1989 — Сон безумной обезьяны / El sueño del mono loco
- 1992 — Изящная эпоха / Belle Epoque (рассказ)
- 1995 — Двое — это слишком / Two Much
- 1995 — Вздохи Испании (и Португалии) / Suspiros de España (y Portugal)
- 2000 — Калье 54 / Calle 54
- 2002 — Чары Шанхая / El embrujo de Shanghai
- 2009 — Танцовщица и вор / El baile de la Victoria
- 2010 — Чико и Рита / Chico & Rita
- 2012 — Художник и его модель / El artista y la modelo

### Продюсер
- 1986 — Лулу ночью / Lulú de noche
- 1988 — Самая удивительная игра / El juego más divertido (исполнительный продюсер
- 1991 — Крылья бабочки / Alas de mariposa
- 1996 — Хорошая жизнь[исп.] / La buena vida
- 2000 — Калье 54 / Calle 54
- 2007 — Под звёздами / Bajo las estrellas

## Награды
- Кавалер ордена Искусств и литературы (1996, Франция)[3]
- Звезда на Аллее славы в Мадриде (2011)

- Три премии «Гойя» за лучший фильм:
  - 1989 — Сон безумной обезьяны
  - 1993 — Изящная эпоха
  - 1998 — Девушка твоей мечты
- Две премии «Гойя» за лучшую режиссуру:
  - 1990 — Сон безумной обезьяны
  - 1993 — Изящная эпоха
- Премия «Гойя» за лучший документальный фильм:
  - 2004 — Чудо Кандеаля
- Премия «Гойя» за лучший мультипликационный фильм:
  - 2010 — Чико и Рита
- Премия «Гойя» за лучший оригинальный сценарий:
  - 1992 — Изящная эпоха
- Премия «Гойя» за лучший адаптированный сценарий:
  - 1989 — Сон безумной обезьяны
- Премия «Оскар» за лучший фильм на иностранном языке:
  - 1993 — Изящная эпоха
- Премия «Серебряная раковина лучшему режиссёру» Международного кинофестиваля в Сан-Себастьяне:
  - 2012 — Художник и его модель